# Tribunal de Justicia Electoral
El Tribunal de Justicia Electoral de Honduras es el ente encargado de los actos y procedimientos jurisdiccionales en materia electoral. Fue creado en enero de 2019, restándole atribuciones al antiguo Tribunal Supremo Electoral, que pasó a ser el Consejo Nacional Electoral. Esto para evitar que fuera el mismo organismo el que organizara, llevara a cabo y a su vez juzgara la legalidad en los procesos electorales; y con motivación de la anterior crisis poselectoral de 2017-2018.

## Antecedentes
Luego de las elecciones generales de 2017, donde el sistema se cayo 602 veces y después ocurrió una crisis poselectoral, por lo cual el presidente "reelecto" Juan Orlando Hernández invitó a las fuerzas políticas a un "diálogo nacional" que comenzó en agosto de 2018. Como parte del mismo, se instalaron cuatro "mesas" para abordar diferentes temas, en una de ellas las reformas electorales. El diálogo fue asistido por representantes de la ONU: Igor Garafulic en la mesa principal y el dominicano Javier Cabrera en la mesa de reformas electorales. Una de las 13 reformas electorales que se sometieron a discusión fue la integración de un ente independiente al Tribunal Supremo Electoral que tratara los temas legales contenciosos en materia electoral.
Adicional a esto, el 11 de diciembre de 2018, el grupo de expertos internacionales del Departamento para la Cooperación y Observación Electoral de la Secretaría para el Fortalecimiento de la Democracia de la Organización de los Estados Americanos (OEA) entregó al Congreso Nacional su informe final sobre reformas electorales, donde también recomendaron la creación de un «Tribunal de Justicia Electoral» cuyos fallos fueran inapelables.

## Creación y funciones
El 24 de enero de 2019, el Congreso aprobó mediante el Decreto N.º 2-2019 reformas constitucionales, ratificadas el 29 de enero, por las cuales se crearon el Tribunal de Justicia Electoral y el Consejo Nacional Electoral, el primero de ellos para tratar exclusivamente los actos y procedimientos jurisdiccionales en materia electoral, estando capacitado para emitir sentencias contra las cuales no cabe recurso alguno.
El Tribunal de Justicia Electoral funciona en forma permanente, con carácter autónomo e independiente, sin relaciones de subordinación con los poderes del Estado; es una instancia de seguridad nacional, tiene personalidad jurídica y patrimonio propios y cuenta con los medios necesarios para hacer cumplir de manera expedita sus resoluciones.

## Integración
Está integrado por tres  magistrados propietarios y dos suplentes, electos por mayoría calificada de los diputados del Congreso Nacional. Para ser electo magistrado se requiere: 
- Ser hondureño por nacimiento,
- ciudadano en el goce y ejercicio de sus derechos
- abogado con más de 10 años de experiencia en el ejercicio profesional, y
- mayor de 35 años.

No pueden ser magistrados los que incurran en las mismas inhabilidades que se establecen para ser magistrado de la Corte Suprema de Justicia. No pueden realizar o participar de manera directa o indirecta en ninguna actividad partidista, ni desempeñar ningún cargo remunerado, excepto la docencia. La presidencia del ente se alterna cada año entre sus integrantes propietarios, estableciendo en su primera sesión los turnos de rotación.
Los integrantes actuales son:
- Ernesto Paz Aguilar, magistrado presidente.[n 1]
- Miriam Suyapa Barahona Rodríguez, propietaria.
- Gaudy Alejandra Bustillo Martínez, propietaria.
- Francisco José Dávila Nolasco, suplente.
- Karen Yohana Guandique Estrada, suplente.

## Magistrados presidentes
Los primeros integrantes fueron escogidos el 10 de septiembre de 2019, siendo los magistrados propietarios representantes de los tres principales partidos políticos. La primera sesión del ente se realizó el 24 de ese mes, escogiendo a su primer presidente por el transcurso de un año.
| Presidente                        | Partido                | Periodo   |
| --------------------------------- | ---------------------- | --------- |
| Eduardo Enrique Reina             | Libertad y Refundación | 2019-2020 |
| Gaudy Alejandra Bustillo Martínez | Partido Nacional       | 2020-2021 |
| Miriam Suyapa Barahona Rodríguez  | Partido Liberal        | 2021-2022 |
| Ernesto Paz Aguilar               | Libertad y Refundación | 2022-2023 |